# Josiah Mwangi Kariuki

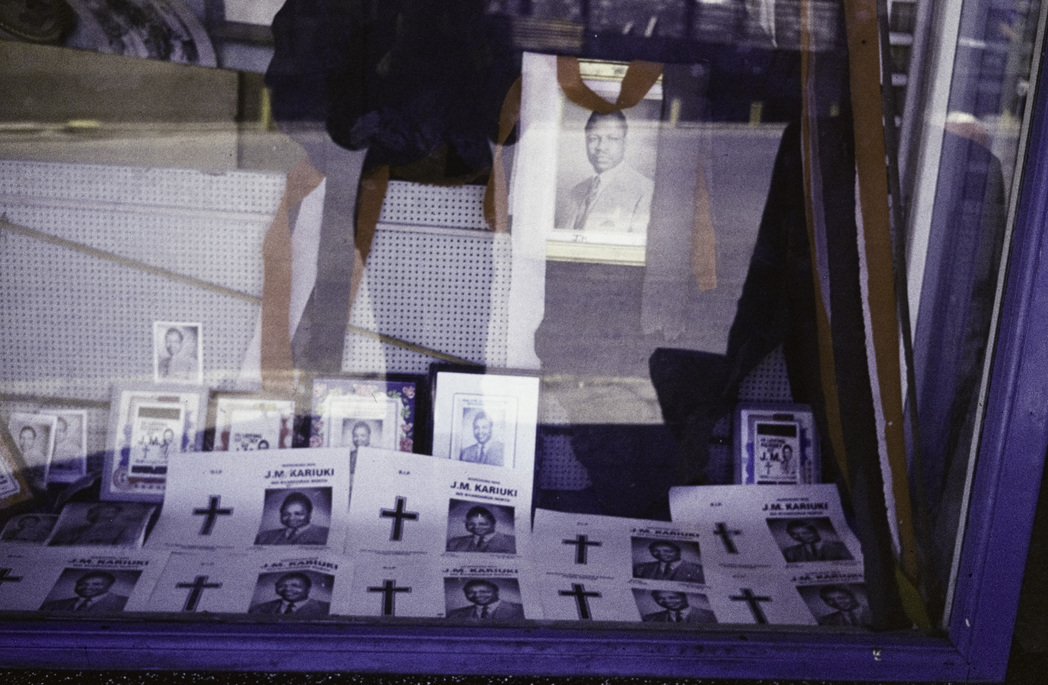
Trauerschaufenster für Kariuki, Nairobi, 1975.

Josiah Mwangi Kariuki oder oft auch einfach: J.M. Kariuki (* 21. März 1929; † 2. März 1975) war ein sozialistischer Abgeordneter und Minister in Kenia, der unter der Regierung von Jomo Kenyatta einem nie geklärten politischen Mord zum Opfer fiel.

## Kindheit und Jugend
J. M. Kariuki war ein Kikuyu und wurde im Rift Valley, einem Dörfchen namens Kabati-ini geboren. Dorthin waren seine Eltern 1928 aus ihrer Gegend um Nyeri gezwungen worden zu ziehen, um als „Squatter“ (landloser Farmarbeiter) auf einer Farm in den „White Highlands“ gegen geringen Lohn zu arbeiten. Schulgeld konnten die Eltern nicht dauerhaft aufbringen. Aufgrund einer gewonnenen Pferdewette konnte er seine Grundschulausbildung bezahlen. Für die höhere Schule ging er an das King’s College im Distrikt Wakiso in Uganda. 1952 kehrte er in ein aufgewühltes Heimatland zurück.

## Mau-Mau-Kämpfer und sozialistischer Politiker
Als der neue Gouverneur Sir Evelyn Baring im Oktober 1952 den Ausnahmezustand ausrief (er dauerte bis 1960), schloss sich Kariuki dem Mau-Mau-Aufstand an, indem er den Eid leistete. Er wurde Verbindungsmann zwischen Eldoret und Kisumu und war für die Logistik verantwortlich. Zur Tarnung leitete er ein Hotel. 1953 wurde er enttarnt und in verschiedene Camps verbracht. Erst 1960 wurde er entlassen, nahm aber die politische Arbeit sofort wieder auf. Er besuchte Jomo Kenyatta in der Verbannung und gründete in Nyeri die KANU. Mit Kenyattas Freilassung und der Unabhängigkeit des Landes arbeitete er von 1963 bis 1969 als Privatsekretär von Kenyatta. In dieser Zeit entwickelte er ein immer kritischeres Verhältnis zu Kenyattas Regierungsstil. Er schmähte die Regierung, Kenia sei aufgrund von Korruption, Landraub (statt Landreform) und Bereicherung der Kenyatta-Clique zu einem Land von 10 Millionären und 10 Millionen Bettlern geworden. 1974 wurde er im Nyandarwa North Wahlkreis zum Parlamentsabgeordneten gewählt und wurde 1974–1975 unter Kenyatta Assistant Minister. In dieser Zeit wurde er zum Millionär, auf den gleichen dunklen Kanälen, die er bei anderen anprangerte. Trotzdem war er in der einfachen Bevölkerung sehr populär und Kenyatta versuchte früh die Wiederwahl des scharfen Kritikers zu verhindern.

## Ein nie gesühnter politischer Mord
Ob er verhaftet wurde, ist nicht ganz klar. Polizeioffiziere sollen ihn in der Lounge des Hilton-Hotels verhaftet haben. Zum letzten Mal wurde er am 2. März 1975 lebend vor dem Hilton-Hotel in der Begleitung von Kenyattas Bodyguards gesehen. Einige Tage später fand der Maassai-Hirte Musaita ole Tunda in einem Gebüsch in den Ngong-Bergen südlich von Nairobi seinen von Tieren angefressenen Leichnam. Vermögen und Besitz Kariukis wurden von der Regierung beschlagnahmt. Nach seiner Beerdigung kam es zu massiven Studentenprotesten. Ein Parlamentskomitee zur Untersuchung seiner Ermordung wurde eingesetzt, hohe Beamte aus Polizei und Verwaltung, aber auch Politiker wurden darin benannt. Pauschal wurden die Bodyguards mit dem Mord in Verbindung gebracht. Das Parlament unterbrach seine Arbeit erstmals seit der Unabhängigkeit 1963, um den Mordfall zu diskutieren.
Auf Befehl Kenyattas waren in dem Bericht zwei hochrangige Namen gestrichen worden. Und niemals wurde jemand zur Rechenschaft gezogen. Weitere Kritiker wurden unter Hausarrest gestellt. In Nairobi explodierten Bomben einer radikalen Gruppe (Poor´s People Liberation Group). Die Landfrage, die Kariuki so radikal gestellt hatte, verstummte unter dem Druck danach aber auf Jahre.

## Aktueller Stand
J.M. Kariuki hat drei Frauen und zahlreiche Kinder hinterlassen, die im September 2005 vor einem Gericht in Nairobi Klage einreichten, um den Mord aufzuklären und Entschädigung für wirtschaftlichen und psychologischen Verlust zu fordern.